# (9770) Discovery
(9770) Discovery  es un asteroide perteneciente al cinturón de asteroides, descubierto el 1 de marzo de 1993 por Takeshi Urata desde el Observatorio de Nihondaira, en Japón.

## Designación y nombre
Designado inicialmente como 1993 EE.
Discovery era el nombre de la nave espacial que aparece en la novela de Arthur Clarke y la película de Stanley Kubrick 2001: Una odisea del espacio. También es el nombre de uno de los transbordadores espaciales de la NASA.

## Características orbitales
Discovery orbita a una distancia media del Sol de 2,283 ua, pudiendo acercarse hasta 1,948 ua y alejarse hasta 2,618 ua. Tiene una excentricidad de 0,147 y una inclinación orbital de 3,951° grados. Emplea en completar una órbita alrededor del Sol 1259,95 días.

## Características físicas
Su magnitud absoluta es 14,94. Tiene 7,002 km de diámetro. Su albedo se estima en 0,040.